# Salvador Giner i de San Julián
 Salvador Giner i de San Julián (Barcelona, 10 de febrer de 1934 - 19 d'octubre de 2019) va ser un sociòleg català, que fou president de l'Institut d'Estudis Catalans entre 2005 i 2013.

## Família
Fill dels mestres Ricard Giner i Roque i d'Epifanía de San Julián Sáizar, Salvador Giner va ser cunyat d'August Gil Matamala. És oncle d'Ariadna Gil i va ser cononcle de David Trueba.
Va estar casat amb Montserrat Sariola.

## Biografia
Salvador Giner era doctor per la Universitat de Chicago i tenia estudis de postgrau a la Universitat de Colònia. L'any 1989 va obtenir la càtedra de Sociologia per la Universitat de Barcelona (1989-2004).
La seva activitat docent va desenvolupar-la en diferents països. Va ser cap de departament i catedràtic a King's College, Cambridge, Reading, Lancaster i West London (Brunel) entre 1965 i 1989. Professor visitant a les Universitats de Roma, Autònoma de Mèxic, Puerto Rico, Costa Rica, Buenos Aires, Autònoma de Barcelona.
Membre de l'Institut d'Estudis Catalans (1995), va ser cofundador i president de l'Associació Catalana de Sociologia (1979), filial de l'IEC. Cofundador de l'Associació Europea de Sociologia. Fou director i professor de la Secció de Ciències Socials de la Universitat Catalana d'Estiu (1969-1975) i president de la Fundació Universitat Catalana d'Estiu de 2007 a 2013. Director i fundador de l'Institut d'Estudis Socials Avançats (CSIC).
Era redactor i assessor de la Gran Enciclopèdia Catalana i de múltiples publicacions a nivell nacional i internacional.
Director de la darrera Enquesta metropolitana de la regió de Barcelona (2004) i del darrer informe de la recerca en ciències socials (IEC). Director, editor o membre del consell de redacció o assessor (en diversos períodes) de diverses revistes internacionals de ciència social.
La Generalitat de Catalunya li va atorgar l'any 1995 la Creu de Sant Jordi.
A novembre de 2012 va signar un manifest públic en què donava suport a la candidatura de Convergència i Unió a les eleccions al Parlament de Catalunya.
Des del 2005 va ser president de l'IEC, com successor de Josep Laporte i Salas. El 10 de juny de 2013 finalitzà el seu mandat al capdavant de la presidència de l'IEC sent substituït per Joandomènec Ros. L'any 2016, va ser nomenat doctor Honoris Causa per la Universitat Nacional d'Educació a Distància (UNED).